# Megachile breviuscula
Megachile breviuscula är en biart som beskrevs av Smith 1879. Megachile breviuscula ingår i släktet tapetserarbin, och familjen buksamlarbin. Inga underarter finns listade i Catalogue of Life.